# New Flyer High Floor
New Flyer High Floor — марка высокопольных городских автобусов длиной 35, 40 или 60 футов, выпускавшихся с 1987 по 2006 год канадской компанией New Flyer. Являются преемниками автобусов Flyer 700/800/900.

## Описание
Автобусы New Flyer High Floor приводились в движение дизельными или газомоторными двигателями, которые работают на компримированном или сжиженном природном газе с V-образным или T-образным приводом. Кроме автобусов с ДВС, также выпускались небольшими партиями троллейбусы. Модификации с дизельными двигателями были сняты с производства в 1996 году, модификации с газомоторными двигателями были сняты с производства в 1999 году, а сочленённые автобусы выпускались до начала 2006 года.

## Номенклатура
| Тип                                                                                                   | Длина                                                                                | Модель                                                                  |
| --- | ------------------------------------------------------------------------------------ | ----------------------------------------------------------------------- |
| C = компримированный природный газ D = дизельный двигатель E = троллейбус L = сжиженный природный газ | 35 = 35 футов (11 м) 40 = 40 футов (12 м) 60 = 60 футов (18 м) (сочленённый автобус) | -## = Годы производства (обозначение использовалось с 1987 по 1990 год) |

## Галерея
- C40 (2008)
- E60 (2013)